# Syrrhoe crenulata
Syrrhoe crenulata är en kräftdjursart som beskrevs av Goës 1866. Syrrhoe crenulata ingår i släktet Syrrhoe och familjen Synopiidae. Arten har ej påträffats i Sverige. Inga underarter finns listade i Catalogue of Life.